# Большой Арыкбалык
Большой Арыкбалык (каз. Үлкен Арықбалық) — озеро в Узункольском районе Костанайской области Казахстана. Находится в 15 км к северо-востоку от села Федоровки.
По данным топографической съёмки 1944 года, площадь поверхности озера составляет 1,81 км². Наибольшая длина озера — 2,2 км, наибольшая ширина — 1,2 км. Длина береговой линии составляет 5,4 км, развитие береговой линии — 1,12. Озеро расположено на высоте 158 м над уровнем моря.